# Apartment 404
Apartment 404 (en hangul, 아파트404; en RR, Apateu 404) es un programa de telerrealidad de variedades y misterio de Corea del Sur. Su primer episodio fue emitido el 23 de febrero de 2024 por el canal tvN y es distribuido internacionalmente por Prime Video.

## Sinopsis
Seis residentes intentan descubrir incidentes y misterios sin precedentes en apartamentos en Corea del Sur en este programa de variedades de misterio basado en historias reales que trasciende el tiempo y el espacio. Cada episodio se basará en hechos reales y tendrá una ambientación única en un período y ubicación diferentes, estimulando las habilidades de investigación y los recuerdos de cada época de los espectadores. ¿Quién será el personaje principal que resolverá el secreto?

## Formato
El programa presenta a un elenco estable de seis personalidades surcoreanas de la televisión, entre comediantes, cantantes, actores y actrices, quienes en cada episodio, deben trabajar, de manera individual o en equipo, para resolver un misterio oculto detrás de los departamentos que visitan. Los diferentes casos a resolver en cada capítulo están basados en casos reales sucedidos en Corea del Sur, los cuales son explicados, tanto a la audiencia como a los participantes, al inicio de cada programa, entregando pistas adicionales durante el transcurso de cada investigación.

## Elenco
| Nombre       | Ocupación     | Episodios   | Episodios   | Episodios   | Episodios   | Episodios   | Episodios   | Episodios   | Episodios   |
| Nombre       | Ocupación     | 1           | 2           | 3           | 4           | 5           | 6           | 7           | 8           |
| Principales  | Principales   | Principales | Principales | Principales | Principales | Principales | Principales | Principales | Principales |
| ------------ | ------------- | ----------- | ----------- | ----------- | ----------- | ----------- | ----------- | ----------- | ----------- |
| Yoo Jae-suk  | Comediante    |             |             |             |             |             |             |             |             |
| Yang Se Chan | Comediante    |             |             |             |             |             |             |             |             |
| Kim Jennie   | Cantante      |             |             |             |             |             |             |             |             |
| Oh Na-ra     | Actriz        |             |             |             |             |             |             |             |             |
| Cha Tae-hyun | Actor         |             |             |             |             |             |             |             |             |
| Lee Jung-ha  | Actor         |             |             |             |             |             |             |             |             |
| Recurrentes  |               |             |             |             |             |             |             |             |             |
| Im Woo-il    | Comediante    |             |             |             |             |             |             |             |             |
| Invitados    |               |             |             |             |             |             |             |             |             |
| Yeonjun      | Cantante      |             |             |             |             |             |             |             |             |
| Aiki         | Bailarina     |             |             |             |             |             |             |             |             |
| Dickpunks    | Grupo musical |             |             |             |             |             |             |             |             |
| Jo Se-ho     | Comediante    |             |             |             |             |             |             |             |             |
| Kim Si-eun   | Actriz        |             |             |             |             |             |             |             |             |

## Temporadas
| Temporada | Temporada | Episodios | Episodios | Emisión original      | Emisión original    |
| Temporada | Temporada | Episodios | Episodios | Primera emisión       | Última emisión      |
| --------- | --------- | --------- | --------- | --------------------- | ------------------- |
|           | 2024      | 8         | 8         | 23 de febrero de 2024 | 12 de abril de 2024 |

## Episodios
| N.º en serie | N.º en temp. | Título                                 | Duración | Dirigido por    | Escrito por | Fecha de emisión original | Audiencia |
| --- | ------------ | -------------------------------------- | -------- | --------------- | ----------- | ------------------------- | --------- |
| 1 | 1            | «The Buried Secret» «파묻혀 있던 진실» | 100 min. | Jeong Cheol Min | —           | 23 de febrero de 2024     | 2.746%    |
| El elenco, dividido en dos grupos de tres miembros, visitan el edificio de Woosang, donde en 1998 un tesoro quedó enterrado en su etapa de construcción. Recibiendo pistas y descifrando los mensajes ocultos en dos de las habitaciones, los equipos descubren la existencia de lingotes de oro ocultos bajo una bañera. Dos de los miembros, Cha Tae-hyun y Yang Se Chan conocían el secreto. Finalmente Yang Se Chan logró escapar con el tesoro, para la sorpresa del resto del equipo. |              |                                        |          |                 |             |                           |           |
| 2 | 2            | «The Missing Girl» «에피소드 2»        | 109 min. | Jeong Cheol Min | —           | 1 de marzo de 2024        | 2.124%    |
| El elenco debe descubrir el destino de una joven estudiante desaparecida en 1986, en un período donde las clases particulares eran ilegales. Tras ir encontrando pistas que cada grupo fue resolviendo con mucha creatividad e inteligencia, encontraron a la joven, que resultó ser profesora. Se reveló que solo dos miembros eran civiles y cuatro eran padres que amenazaron a la profesora. Finalmente Jennie engañó a Lee Jung-ha, haciendo ganar a los padres denunciantes.          |              |                                        |          |                 |             |                           |           |
| 3 | 3            | «The Suspicious Neighbor» «에피소드 3» | 108 min. | Jeong Cheol Min | —           | 8 de marzo de 2024        | 1.720%    |
| Ambientado en 1999, el elenco debe descubrir la verdad detrás de un extraño símbolo, que representa un culto religioso, el cual, con la excusa del fin del mundo a causa del problema del año 2000, estafó a un centenar de personas, extorsionándolas por más de 38 mil millones de wones. Encontrando pistas y compitiendo en juegos por grupos, se dio a conocer finalmente que Lee Jung-ha engañó a todos, revelándose al final del episodio como el líder del falso culto.             |              |                                        |          |                 |             |                           |           |
| 4 | 4            | «Episode 4» «에피소드 4»               | 104 min. | Jeong Cheol Min | —           | 15 de marzo de 2024       | 1.716%    |
| Ambientado en la crisis económica de Corea del Sur de los años 70, que implicó numerosos contrabandos y sobornos, los miembros, divididos en comerciantes y funcionarios, deben sumar dinero comprando y vendiendo bienes, mientras descubren el misterio. Se devela que el edificio donde habitan colapsó debido a sobornos de la constructora, ganando el episodio Jennie, Oh Na-ra y Yoo Jae-suk, gracias a su honestidad. Yeonjun reemplazó en este episodio a Lee Jung-ha.             |              |                                        |          |                 |             |                           |           |
| 5 | 5            | «Broken Conscience» «에피소드 5»       | 104 min. | Jeong Cheol Min | —           | 22 de marzo de 2024       | 1.469%    |
| Ambientado en 1991, un grupo de residentes del edificio fueron envenenados tras beber café servido por una de las vecinas, quien fue aprehendida por la policía. Tras una serie de pistas, los miembros descubrieron que fue el agua potable, contaminada con fenol, el causante del incidente. El culpable resultó ser el guardia, Im Woo-il, que actuó bajo cohecho a cambio de dinero. Su captor y ganador del episodio fue Yoo Jae-suk.                                                 |              |                                        |          |                 |             |                           |           |
| 6 | 6            | «Weak Person» «에피소드 6»             | 99 min.  | Jeong Cheol Min | —           | 29 de marzo de 2024       | 1.499%    |
| En pleno auge del crimen organizado en Corea del Sur en 1984, una mujer pide ayuda para encontrar a un hombre. Tras una serie de pistas, los miembros descubren que el hombre escondió una maleta con dinero en el edificio, tras ser engañado por la mujer y su esposo, quienes montaron una fábrica de drogas en uno de los apartamentos. El esposo resultó ser Cha Tae-hyun, que si bien logró engañar al resto, no pudo capturar el maletín, venciendo así el resto del elenco.         |              |                                        |          |                 |             |                           |           |
| 7 | 7            | «Trapped Youths» «에피소드 7»          | 95 min.  | Jeong Cheol Min | —           | 5 de abril de 2024        | 1.263%    |
| En 2011, más de 100.000 estudiantes universitarios con problemas económicos fueron engañados por una organización de estafa piramidal. El episodio se desarrolló en una universidad, donde el elenco debía descubrir la verdad detrás de extraños hechos que ocurrían, y luego rescatar a Lee Jung-ha y Yang Se Chan que fueron secuestrados. El equipo formado por Oh Na-ra y Cha Tae-hyun resultaron ganadores.                                                                           |              |                                        |          |                 |             |                           |           |
| 8 | 8            | «You Are Mine» «에피소드 8»            | 91 min.  | Jeong Cheol Min | —           | 12 de abril de 2024       | 1.349%    |
| En 2003, mafiosos reclutaban estudiantes de secundaria para realizar robos, incrementando la violencia escolar. El episodio se desarrolló en una escuela, donde dos miembros del elenco eran reclutadores secretos que debían conseguir las huellas del resto antes de ser descubiertos. Los reclutadores resultaron ser Oh Na-ra y Jennie, consiguiendo el objetivo y ganando el episodio. Yeonjun tuvo una participación especial como actor.                                             |              |                                        |          |                 |             |                           |           |

## Producción
El 5 de octubre de 2023, medios surcoreanoa informaron que la miembro del grupo Blackpink, Jennie, y el actor Lee Jung-ha (Moving) protagonizarían el nuevo programa de variedades del canal tvN, cuyo título provisional sería Apartment 404, junto con el comediante Yoo Jae-suk y el actor Cha Tae-hyun. En respuesta a los informes, tvN anunció: «Es cierto que se ha confirmado que Jennie y Lee Jung Ha aparecerán en 'Apartment 404'. Los detalles de la transmisión aún están por decidirse». Se informó que el programa sería dirigido por el director Jung Chul Min, el mismo encargado del anterior programa de variedades de tvN, Sixth Sense. Se informó además que estaba programado para estrenarse en la primera mitad de 2024.
El 20 de diciembre de 2023, se confirmó el elenco anunciado anteriormente, además de anunciar la incorporación de la destacada actriz Oh Na-ra, y se publicaron los primeros vídeos de adelanto del programa. El 2 de enero de 2024 fueron publicadas las primeras imágenes de algunos de los episodios del programa. El 15 de enero fueron publicados los afiches oficiales de cada uno de los miembros del programa.
En une entrevista, Jennie señaló sobre su reaparición en programas de televisión después de muchos años, que «Normalmente me gustan las historias de investigación y decidí protagonizar [el programa] después de escuchar que el elenco y los miembros del personal que me gustan trabajarán juntos. Dado que este es mi primer programa de variedades en mucho tiempo, creo que será un buen regalo para los fans». Agregó que «En el primer día de filmación, todos los demás miembros también me cuidaron muy bien de una manera cómoda y como estábamos trabajando juntos para resolver un caso, formamos un espíritu de equipo para que pudiéramos acercarnos más rápido». «Me gusta el género de investigación, pero como 'Apartment 404' se basa en historias reales, sentí que realmente me convertí en parte de estos casos. Olvidé que estábamos filmando y me sumergí en el momento. Espero que los espectadores se sumerjan como nosotros».

## Recepción
La audiencia surcoreana ha expresado críticas sobre la «falta de frescura» del programa, sugiriendo que necesita mejores configuraciones y edición de sus juegos. A pesar de tomar prestados elementos de programas populares como Running Man y The Sixth Sense, el programa no ha logrado diferenciarse de manera efectiva. Hay dudas sobre si las nuevas incorporaciones al elenco, como Cha Tae-hyun, encajan bien con el resto del equipo. Se señaló además que la posición de Yoo Jae-suk como presentador podría estar en riesgo debido a las dificultades de audiencia del programa, pero «teniendo en cuenta su historial de mejora de otros programas, se le debería dar la oportunidad de mejorar». Sin embargo, a nivel internacional el programa ha logrado un gran éxito, encabezando la categoría de televisión de Amazon Prime Video en 21 países y regiones, según Flix Patrol, un sitio de clasificación global de visualización de OTT, informando que el programa acumula, tras el estreno de sus primeros episodios, más de 20 millones de vistas, dentro de los tres días posteriores a la emisión de cada episodio.